# Krizostom Antić
Krizostom Antić O.S.B. (tal. Crisostomo Antichi; Dubrovnik, oko 1575. – Dubrovnik, 1647.) bio je prelat Katoličke Crkve koji je služio kao biskup trebinjsko-mrkanski od 1615. do 1647.

## Životopis
Krizostom Antić potječe s otoka Lopuda. Rođen je oko 1575. u obitelji Martina i Marije Antić (lat. de Antiquis). Školovao se u Dubrovniku gdje se pridružio benediktincima. Pripadao je Mljetskoj benediktinskoj kongregaciji. Bio je opat samostana sv. Jakova na Višnjici te prior u samostanu sv. Andrije na pučini (1613. – 1615.). Obnašao je i dužnost teologa Dubrovačke Republike.
Na prijedlog dubrovačkog Senata od 4. travnja 1615., papa Klement XI. ga imenuje, 16. prosinca iste godine, trebinjsko-mrkanskim biskupom. Za biskupa je posvećen 20. prosinca 1615. godine. Glavni posvetitelj bio mu je Paolo Emilio kard. Sfondrati, a suposvetitelji Giovanni Ambrogio Caccia i Sebastiano Poggi. Kao biskup, Antić je bio glavni posvetitelj, u Dubrovniku, 1645. godine, na ređenju biskupa Marijana Maravića.
Odmah poslije svoga imenovanja obnovio je biskupsku rezidenciju i crkvu sv. Mihovila arkanđela na Mrkanu. Antić navodi kako povremeno živi na Mrkanu te da u crkvi sv. Mihovila služi pontifikalne mise sa svim pripadajućim biskupskim znakovljem.
Bavio se proučavanjem povijesti Trebinjske biskupiju i njezinih biskupa. 
Tako je u arhivu dubrovačke kapelice relikvija pronašao autentične akte koji govore o protjerivanju trebinjskoga biskupa Salvija iz Trebinja. Na njegovo je mjesto Stefan Uroš I., 1252. godine, doveo pravoslavnog episkopa.
Poslao je više izvještaja Svetoj Stolici o svojoj biskupiji. Neko vrijeme je stanovao na Mrkanu, ali su ga učestali hajdučki i gusarski napadi otjerali. Tri je puta pohodio Trebinjsku biskupiju: 1620., 1629. i 1638. godine. Za svoje pohode ishodovao je ferman preko Dubrovačke Republike.
Kada je prvi put, 1620. godine, na poziv gradačkog župnika fra Blaža, pohodio biskupiju, posvetio je i blagoslovio više crkava. Prvo je posvetio 10. lipnja 1620. godine crkvu Uznesenja Blažene Djevice Marije u Gracu. Sljedećeg dana posvetio je crkvu sv. Ivana Krstitelja u Vidonjama te 13. lipnja crkvu Rođenja Blažene Djevice Marije u Dobranjama. Dana 14. lipnja, blagoslovio je kamen temeljac za crkvu Uznesenja Blažene Djevice Marije na Trebinji.
Došao je u sukob sa skadarskim biskupom, fra Dominikom Andrijaševićem. Andrijaševića su Turci protjerali iz svoje biskupije te je on naumio prisvojiti svo područje Trebinjske biskupije, proglašavajući je „Stjepanskom biskupijom”, i to uz pomoć Svete Stolice. Spor se vodio od 1624. do 1631. Sveta je Stolica konačno nad spornim područjima potvrdila vlast trebinjskih biskupa
Antić je želio provesti u djelo oporuku Tome Budislavića vezano uz djelovanje njegova Pravovjernoga zavoda. Zavod je služio odgoju kandidata za svećeništvo Trebinjsko-mrkanske biskupije. Zavod je otvoren za vrijeme Antićeva biskupovanja, 1636. godine. Kao biskup trebinjsko-mrkanski bio je ujedno i rektor Zavoda.
Umro je 1647. godine.

### Knjige
- Koncul, Antun. 2017. Stanovništvo župe Gradac 1709-1918 godine. Dubrovnik |url-status=dead zahtijeva |archive-url= (pomoć)
- Perić, Ratko. 2000. Da im spomen očuvamo. Biskupski ordinarijat Mostar. Mostar.
- Perić, Ratko. 2020. Kronotaksa trebinjsko-mrkanskih biskupa s nekim prijepornim pitanjima.   Krešić, Milenko (ur.). Trebinjsko-mrkanska biskupija za vrijeme posljednjeg biskupa ordinarija Nikole Ferića (1792.-1819.) i nakon njega. Teološko-katehetski institut u Mostaru. Mostar. str. 9–33
- Pinjuh, Dijana. 2013. Vjerske prilike kod katolika u Hercegovini od turskog osvajanja do konca 17. stoljeća. Zagreb
- Vidović, Mile. 2006. Župa Dobranje - matica župe Dubrave.   Krešić, Milenko (ur.). Humski zbornik IX. - 300 godina župe Dubrave. Aladinići. str. 59–74

### Članci
- Draganović, Krunoslav. 1942. Čičevo.   Ujević, Mate (ur.). Hrvatska enciklopedija, sv. IV.: Cliachit – Diktis. Naklada Konzorcija Hrvatske enciklopedije. Zagreb.
- Krešić, Milenko. 2015. Povijesno-pravne činjenice o Mrkanskoj biskupiji. Vrhbosnensia. Katolički bogoslovni fakultet Univerziteta u Sarajevu. Sarajevo.  (1): 31–43
- Nikić, Andrija. 1983. Antić, Hrizostom. Hrvatski biografski leksikon. Zagreb.  journal zahtijeva |journal= (pomoć)
- Svećeničko hodočašće na otok Mrkan (PDF). Službeni vjesnik biskupija Mostarsko-duvanjske i Trebinjsko-mrkanske. Biskupski ordinarijat Mostar. Mostar.  (2): 202–204. 2014

### Mrežna sjedišta
- Bishop Crisostomo Antichi, O.S.B. †. catholic-hierarchy.org (engleski). Pristupljeno 17. rujna 2022.

| Titule u Katoličkoj Crkvi    | Titule u Katoličkoj Crkvi              | Titule u Katoličkoj Crkvi   |
| ---------------------------- | -------------------------------------- | --------------------------- |
| prethodnik Ambrozije Gučetić | Biskup trebinjsko-mrkanski 1615.–1647. | nasljednik Sabin Cvjetković |